# Gaston Léonard
Gaston Léonard (* um 1920; † nach 1949) war ein französischer Jazz- und Unterhaltungsmusiker (Schlagzeug).
Gaston Léonard gehörte (mit André Jourdan) zu den Nachfolgern von Pierre Fouad im Quintette du Hot Club de France um Django Reinhardt; des Weiteren arbeitete er mit Eddie Barclay, Dany Kane et son Ensemble und Bernard Peiffer. Nach Kriegsende spielte er im großen Orchester von Tony Proteau, dem „Collège Rythme“, aus dem die berühmte Lido-Gruppe hervorging; außerdem wirkte er mit dem Proteau-Orchester an Aufnahmen mit dem Sänger Louie Williams (Le Jazz Parisien ... Liberé) mit. Weiterhin gehörte er den Gruppen von Dany Kane und Joseph Reinhardt an, sowie den New Stars of Hot Club de France (mit Eddie Bernard, Maurice Meunier und André Persiani). Im Bereich des Jazz war er laut Tom Lord zwischen 1943 und 1949 an 16 Aufnahmesessions beteiligt, zuletzt in der Schweiz mit Django Reinhardt, André Ekyan, Franoçis Vermeille, Jean Bouchety.